# Raquel Ércole
Raquel Ércole Ramírez (Neiva, 20 de febrero de 1940-Bogotá, 13 de diciembre de 2021) fue una bailarina de música folclórica y destacada primera actriz colombiana.

## Biografía
Fue una de las primeras actrices colombianas de televisión junto a Rebeca López y Judy Henríquez, con quienes participó en la primera telenovela de dicho país, El 0597 está ocupado.
Estuvo casada por más de sesenta años con el músico y humorista Lizardo Díaz Muñoz, integrante del célebre grupo Emeterio y Felipe "Los Tolimenses", con quien tuvo tres hijos: Patricia, Guido y César Díaz Ércole.
Después de una larga ausencia de las pantallas colombianas (2003-2010), regresó en 2010 con la telenovela Secretos de familia emitida por Caracol TV en la que encarnó a Teresa San Miguel.

## Filmografía
- El 0597 está ocupado (1963)
- En nombre del amor (1963)
- La alondra (1964) ... Policarpa Salavarrieta
- Impaciencia del corazón (1965)
- Un ángel de la calle (1966) ... Stella del Castillo
- El enigma de Diana (1967)
- Cartas a Beatriz (1969-1970) ... Beatriz
- La sombra de un pecado (1970)
- Una vida para amarte (1970-1971)
- Bajo el ardiente sol (1971)
- La vida de Breewling (1971)
- La herencia (1973)
- La enemiga (1974) ... Camila Fernández
- Amazonas para dos aventureros (1974)
- Caminos al futuro (1974-1975)
- En la trampa (1976)
- Almas malditas (1978)
- Los novios (1979)
- Soledad (1980)
- El hijo de Ruth (1982)
- La pezuña del diablo (1983) ... Lorenza de Acevedo
- Este domingo (1984)
- Juegos siniestros (1986)
- El ángel de piedra (1986) ... Isabel Serrano
- Los hijos de los ausentes (1988)
- ¿Por qué mataron a Betty si era tan buena muchacha?  (1989-1991)
- Mambo (1994) ... Luisa viuda de Góngora
- Pasiones secretas  (1994) ... Débora Medina
- Flor de oro (1995) ... Dolores Góngora
- Las ejecutivas (1995-1996) ... Isabel de Ortega
- Si nos dejan (1996) ... Ángela Rivera
- Perro amor (1998) ... Ligia de Sierra
- Rauzán (2000) ... Asnoralda Rocafuerte
- El auténtico Rodrigo Leal (2003) ... Alma
- Secretos de familia (2010) ... Teresa Sanmiguel

## Premios obtenidos
- 1 TV y Novelas
- 2 India Catalina
- 1 Gloria de la TV
- 1 Placa Caracol